# Strzemieszyce
Strzemieszyce – obecnie w nazwie dwóch sąsiadujących z sobą odrębnych dzielnic Dąbrowy Górniczej: Strzemieszyce Wielkie i Strzemieszyce Małe. Jednostką organizacyjną o nazwie Strzemieszyce, skupiającą Strzemieszyce Wielkie i Strzemieszyce Małe, była jedynie funkcjonująca przez krótki okres w latach 1945–1946 gmina Strzemieszyce.